# Прийма, Алексей Константинович
Алексей Константинович Прийма (3 марта 1948, Ростов-на-Дону — 1 сентября 2019, Москва) — российский поэт, литературовед, исследователь аномальных явлений.

## Биография
Родился 3 марта 1948 года в Ростове-на-Дону в семье ведущего шолоховеда страны, литературоведа Константина Ивановича Приймы.
С 1966 по 1971 год учился на филологическом факультете Ростовского государственного университета
.
В 1973 году, завершив учёбу в РГУ, Алексей Прийма перебрался в Москву. Поступил в аспирантуру Литературного института, работал штатным сотрудником «Литературной газеты».
В 1976 году молодого поэта и критика отметил Андрей Вознесенский в своей нашумевшей статье «Муки музы»: «Вернемся к мукам молодой музы. Свои интонации у А. Еременко, О. Хлебникова, В. Ширали, А. Чернова, Е. Шварц. А. Прийма задорно выдумал новый знак — восклицательную запятую».
Первая крупная публикация стихов Алексея Приймы состоялась в 1977 году, когда в шестом номере журнала «Знамя» был опубликован цикл «Открытые письма современникам, написанные в виде стихотворений». Стихи Приймы печатались в журналах «Новый мир», «Октябрь», «Знамя», «Дон», «Литературная учёба», в альманахах и газетах.
Алексею Прийме было настойчиво рекомендовано вступить в Союз писателей СССР, куда им было подано заявление. Две поэтические книги Приймы стояли в планах двух крупных московских издательств.
В результате травли, организованной после выступления первого секретаря ЦК ВЛКСМ Б. Н. Пастухова на Всесоюзном совещании молодых писателей (доклад «Созидательная деятельность Коммунистической партии и советского народа — источник творческого вдохновения молодых писателей»), Алексей Прийма оставил карьеру поэта.
В 1980-х годах Прийма занялся исследованием аномальных явлений. Результатом этих исследований стала публикация около двух десятков книг соответствующей тематики, изданных с 1992 по 2000-й год.